# Lilla holmen

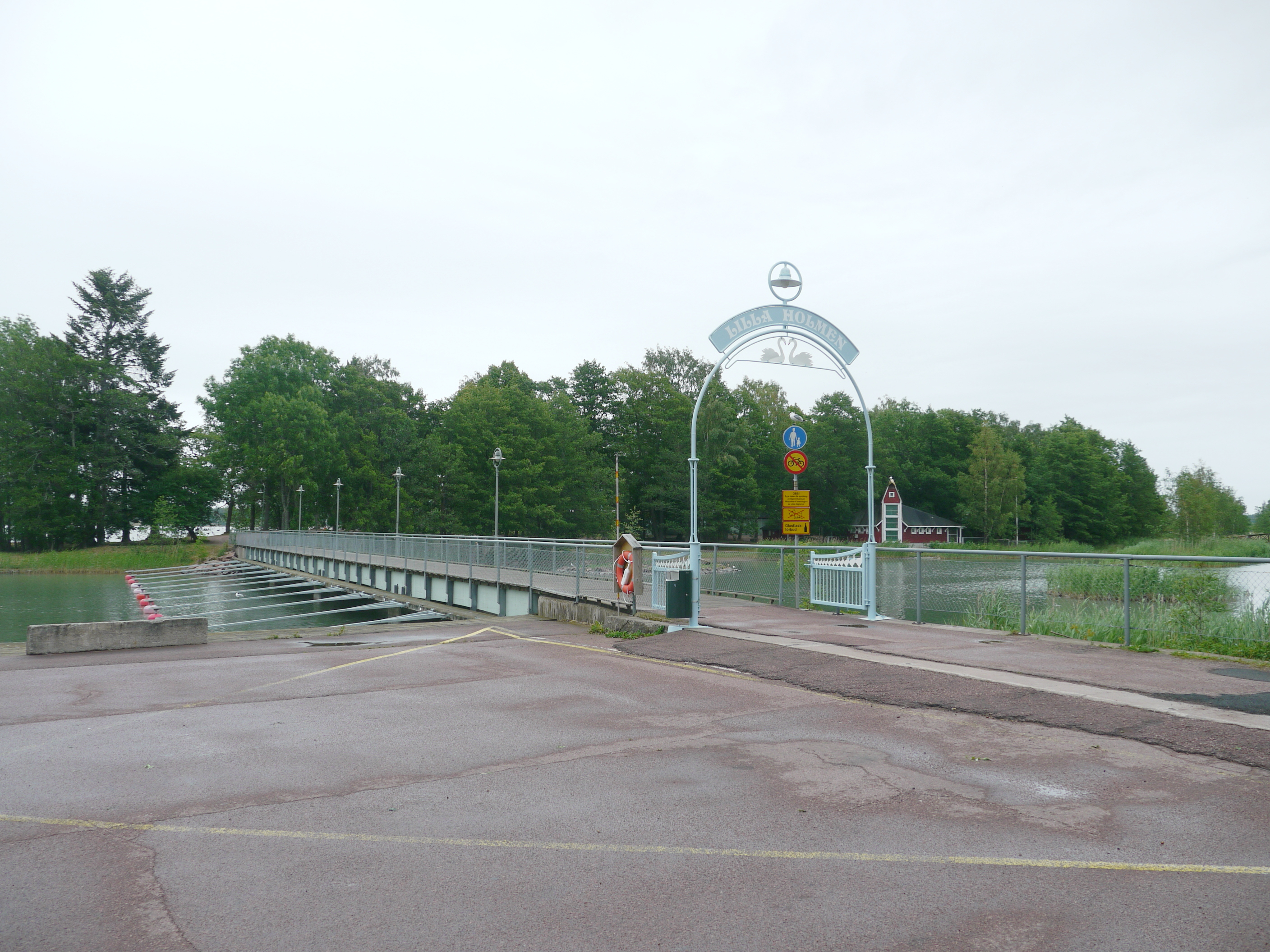
Lilla Holmen, norra insteg

Lilla holmen, holme och park i Mariehamn på Åland. Lilla holmen ligger nära stadens centrum och är ett av stadens äldsta och mest uppskattade utflyktsmål. Här finns en allmän badplats med lekplats och ett fågelhus där man kan titta på olika papegojor och finkar. Smådjur som kaniner och sköldpaddor finns också att beskåda, och därutöver höns samt fem påfåglar som strövar fritt i området. Det finns också vilda fåglar som svanar, kråkor, kanadagäss, änder, måsar, skator och andra småfåglar.

## Historia
Den första bron ut till Lilla holmen byggdes på privat initiativ år 1870. Holmen var från början tänkt som ett yttersta fäste för båttrafiken men friluftsintresset kom snart att ta över. År 1881 övertog Mariehamns stad upprätthållandet av parken. Fågeldammen som fortfarande är i bruk kom till under 1930-talet på initiativ av Fågelskyddsföreningen. Ett nytt fågelhus byggdes i slutet av 1980-talet och på 1990-talet fick smådjuren nya burar.